# Método de separación de variables

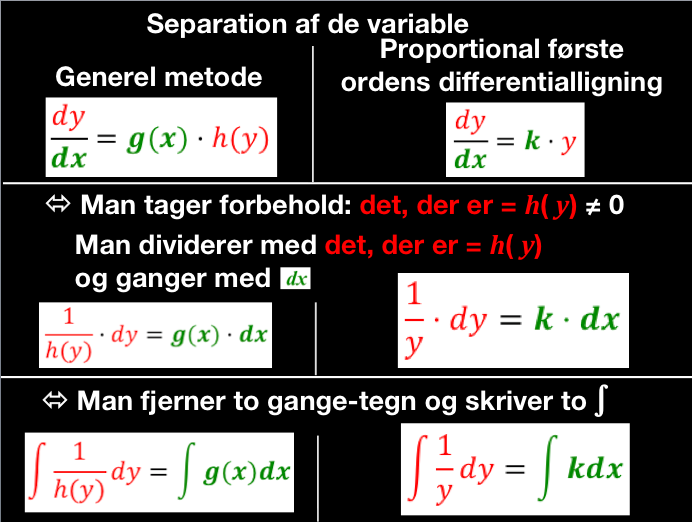
diferenciación proporcional como ejemplo de separación de variable

El método de separación de variables se refiere a un procedimiento para encontrar una solución completa particular para ciertos problemas que involucran ecuaciones en derivadas parciales como serie cuyos términos son el producto de funciones que tienen las "variables separadas". Es uno de los métodos más productivos de la física matemática para buscar soluciones a problemas físicos descritos mediante ecuaciones diferenciales de derivadas parciales.
El mismo nombre se aplica a la forma de buscar soluciones de ecuaciones diferenciales ordinarias de cierto tipo que permite resolverlas por cuadraturas de funciones que contienen las variables separadas.

## Ecuaciones diferenciales en derivadas parciales
El método sirve para encontrar soluciones parciales completas, no soluciones generales, dependientes de un conjunto numerable de constantes arbitrarias, lo cual permite resolver tanto problemas de valor inicial como problemas de frontera e incluso problemas que involucran condiciones de los dos tipos. 

### Ejemplo: ecuaciones en derivadas parciales de segundo orden
Para ilustrar el método se consideran ecuaciones diferenciales en derivadas parciales homogéneas con dos variables independientes y condiciones de frontera también homogéneas. En las siguientes secciones se discutirán los requerimientos y se discutirán casos más generales. La descripción del procedimiento en esta sección se hará simultáneamente para los tres tipos canónicos de ecuaciones en derivadas parciales de segundo orden (ecuaciones elípticas, parabólicas e hiperbólicas), especificando las condiciones iniciales (CI) y condiciones de frontera (CF) para cada caso. 
El caso hiperbólico sería de la forma:

(1a){\displaystyle {\frac {\partial ^{2}u}{\partial t^{2}}}=c^{2}{\frac {\partial ^{2}u}{\partial x^{2}}},\quad c\in \mathbb {R} ,x\in [0,L];t\in \mathbb {R} ^{+},\qquad \qquad {\begin{cases}u(0,t)+h_{1}u'_{x}(0,t)=0&{\mbox{CF1}}\\u(L,t)+h_{2}u'_{x}(L,t)=0&{\mbox{CF2}}\\u(x,0)=f_{1}(x);\ u'_{t}(x,0)=f_{2}(x)&{\mbox{CI1; CI2}}\end{cases}}}

El caso parabólico sería de la forma:

(1b){\displaystyle {\frac {\partial u}{\partial t}}=k{\frac {\partial ^{2}u}{\partial x^{2}}},\quad k\in \mathbb {R} ,x\in [0,L];t\in \mathbb {R} ^{+},\qquad \qquad {\begin{cases}u(0,t)+h_{1}u'_{x}(0,t)=0&{\mbox{CF1}}\\u(L,t)+h_{2}u'_{x}(L,t)=0&{\mbox{CF2}}\\u(x,0)=f_{3}(x)&{\mbox{CI1}}\end{cases}}}

Y el caso elíptico sería de la forma:

(1c){\displaystyle {\frac {\partial ^{2}u}{\partial x^{2}}}+{\frac {\partial ^{2}u}{\partial y^{2}}}=0,x\in [0,a];y\in [0,b],\qquad \qquad {\begin{cases}u(0,y)+h_{1}u'_{x}(0,y)=0&{\mbox{CF1}}\\u(a,y)+h_{2}u'_{x}(a,y)=0&{\mbox{CF2}}\\u(x,0)=f_{4}(x);\ u(x,b)=f_{5}(x)&{\mbox{CF3}}\end{cases}}}

El método de separación de variables consiste en buscar una solución que sea un producto de funciones dependientes cada una de una sola de las variables. Para los casos hiperbólico y parabólico se buscará una solución de la forma:

(2a,b){\displaystyle u(x,t)=M(x)N(t)\,}

Y para el caso elíptico:

(2c){\displaystyle u(x,y)=M(x)N(y)\,}

Sustituyendo u por esas expresiones en la ecuación diferencial correspondiente y reagrupando los términos se llega para el caso hiperbólico (CH), parabólico (CP) y elíptico (CE) a:

(3){\displaystyle {\begin{cases}{\cfrac {1}{c^{2}}}{\cfrac {N''(t)}{N(t)}}={\cfrac {M''(x)}{M(x)}}&{\mbox{(CH)}}\\{\cfrac {1}{k}}{\cfrac {N'(t)}{N(t)}}={\cfrac {M''(x)}{M(x)}}&{\mbox{(CP)}}\\-{\cfrac {N''(y)}{N(y)}}={\cfrac {M''(x)}{M(x)}}&{\mbox{(CE)}}\end{cases}}}

Puesto que cada uno de los dos miembros de estas expresiones depende de variables distintas y la igualdad debe darse para cualesquiera t, x, y, la única posibilidad es que cada uno de los miembros sea igual a una constante fija. Designando a esa constante como {\displaystyle \scriptstyle -\lambda } las expresiones anteriores pueden reescribirse como:

(4){\displaystyle M''(x)=-\lambda M(x)\quad ({\mbox{CH,CP,CE}});\qquad \qquad {\begin{cases}N''(t)+\lambda c^{2}N(t)=0&{\mbox{(CH)}}\\N'(t)+k\lambda N(t)=0&{\mbox{(CP)}}\\N''(y)-\lambda N(y)=0&{\mbox{(CE)}}\end{cases}}}

Todo esto ha permitido pasar de una ecuación en derivadas parciales a dos ecuaciones ordinarias separadas para cada variable. Una vez reducido el problema a ecuaciones diferenciales ordinarias se exige que la función {\displaystyle \scriptstyle M(x)} verifique las condiciones de frontera. De hecho si la solución  {\displaystyle \scriptstyle u=MN} verifica las condiciones de frontera homogéneas en la correspondiente variable, necesariamente {\displaystyle \scriptstyle M(x)} la función las verificará ya que:

{\displaystyle u(0,t)+h_{1}u'_{x}(0,t)=0\Rightarrow \forall t\in \mathbb {R} ^{+}:N(t)[M(0)+h_{1}M'(0)]=0\Rightarrow M(0)+h_{1}M'(0)=0}

y similarmente para el resto de condiciones. Esto no sucedería necesariamente en el caso de que las condiciones no fueran homogéneas. Por otra parte la función {\displaystyle \scriptstyle M(x)} debe ser solución de un problema regular de Sturm-Liouville:

(5){\displaystyle M''(x)=\lambda M(x),\qquad {\begin{cases}M(0)+h_{1}M'(0)=0\\M(\alpha )+h_{2}M'(\alpha )=0\end{cases}}}

Donde:
{\displaystyle \alpha =L\,} en los casos hiperbólico y parabólico.
{\displaystyle \alpha =a\,} en el caso elíptico.
La teoría de Sturm-Liouville demuestra que el problema anterior sólo tiene solución para un conjunto numerable de valores de {\displaystyle \scriptstyle \lambda } (autovalores del operador diferencial), éstos se denotarán como {\displaystyle \scriptstyle \lambda _{n},\ n\in \mathbb {N} } y la autofunción (autovector) correspondiente se denotará como {\displaystyle \scriptstyle M_{n}(x)}. El requisito de numerabilidad es muy importante, ya que la solución particular completa, dado el carácter lineal de la ecuación original, permite escribir dicha solución como suma numerable. Dados los valores {\displaystyle \scriptstyle \lambda _{n}} puede resolverse la ecuación (4) para obtener las siguientes funciones para {\displaystyle \scriptstyle N_{n}(\cdot )}, para los casos canónicos se tiene:

(6){\displaystyle {\begin{cases}N_{n}(t)=a_{n}\cos({\sqrt {\lambda _{n}}}t)+b_{n}\sin({\sqrt {\lambda _{n}}}t)&{\mbox{(CH)}}\\N_{n}(t)=a_{n}e^{-k\lambda _{n}t}&{\mbox{(CP)}}\\N_{n}(y)=a_{n}e^{{\sqrt {\lambda _{n}}}y}+b_{n}e^{-{\sqrt {\lambda _{n}}}y}&{\mbox{(CE)}}\end{cases}}}

Donde {\displaystyle \scriptstyle a_{n},\ b_{n}} son constantes arbitrarias que se determinarán posteriormente en función de las condiciones de frontera. La solución particular completa se puede expresar ahora como la siguiente serie:

(7){\displaystyle u=\sum _{n=1}^{\infty }u_{n}=\sum _{n=1}^{\infty }M_{n}N_{n}}

El paso final es determinar las constantes {\displaystyle \scriptstyle a_{n},\ b_{n}} para que se cumplan las condiciones iniciales. Para el caso hiperbólico se tiene:

(8a){\displaystyle {\begin{cases}u(x,0)=\sum _{n=1}^{\infty }M_{n}(x)N_{n}(0)=\sum _{n=1}^{\infty }a_{n}M_{n}(x)=f_{1}(x)\\u'_{t}(x,0)=\sum _{n=1}^{\infty }M_{n}(x)N'_{n}(0)=\sum _{n=1}^{\infty }c{\sqrt {\lambda _{n}}}b_{n}M_{n}(x)=f_{2}(x)\end{cases}}}

Es decir que los coeficientes coinciden con los coeficientes de Fourier n-ésimos generalizados de las funciones {\displaystyle \scriptstyle f_{1}(x),\ f_{2}(x)}, asociados a la base de autofunciones {\displaystyle \scriptstyle M_{n}(x)}, concretamente:

(9a){\displaystyle a_{n}=\int _{0}^{L}f_{1}(x)M_{n}(x)dx;\qquad b_{n}={\frac {1}{c{\sqrt {\lambda _{n}}}}}\int _{0}^{L}f_{2}(x)M_{n}(x)dx}

Análogamente para el caso parabólico se tiene:

(8b){\displaystyle u(x,0)=\sum _{n=1}^{\infty }M_{n}(x)N_{n}(0)=\sum _{n=1}^{\infty }a_{n}M_{n}(x)=f_{3}(x)}

(9b){\displaystyle a_{n}=\int _{0}^{L}f_{3}(x)M_{n}(x)dx}

Y para el caso elíptico se tiene:

(8c){\displaystyle {\begin{cases}u(x,0)=\sum _{n=1}^{\infty }M_{n}(x)N_{n}(0)=\sum _{n=1}^{\infty }(a_{n}+b_{n})M_{n}(x)=f_{4}(x)\\u(x,b)=\sum _{n=1}^{\infty }M_{n}(x)N_{n}(b)=\sum _{n=1}^{\infty }(a_{n}e^{b{\sqrt {\lambda _{n}}}}+b_{n}e^{-b{\sqrt {\lambda _{n}}}})M_{n}(x)=f_{5}(x)\end{cases}}}

(9b){\displaystyle a_{n}+b_{n}=\int _{0}^{L}f_{4}(x)M_{n}(x)dx;\qquad a_{n}e^{b{\sqrt {\lambda _{n}}}}+b_{n}e^{-b{\sqrt {\lambda _{n}}}}=\int _{0}^{L}f_{5}(x)M_{n}(x)dx}

### Limitaciones y observaciones
- En principio, toda ecuación diferencial en derivadas parciales tal que, al buscar soluciones en forma de productos de funciones de una sola variable, dé lugar a ecuaciones diferenciales ordinarias para cada una de las variables podrá resolverse mediante separación de variables. En particular, todas las ecuaciones diferenciales en derivadas parciales de segundo orden con coeficientes constantes pueden resolverse así, salvo aquellas que contienen derivadas cruzadas.
- Para que el procedimiento sea aplicable, también las condiciones de frontera deben cumplir algunos requisitos de forma, e igualmente la forma de la región del espacio donde está definida la ecuación en derivadas parciales. Estos requisitos provienen de la necesidad de que el procedimeinto conduzca a un problema regular de Sturm-Liouville para alguna de las funciones que intervienen en la separación de variables. Estos requisitos son de dos tipos:

1. La frontera de la región en la que está definida la ecuación diferencial debe permitir que las condiciones de frontera se formulen mediante funciones con las variables separadas. Por ejemplo, si la región es un círculo de radio R, en coordenadas cartesianas esta frontera es {\displaystyle \scriptstyle x^{2}+y^{2}=R^{2}} con lo cual las condiciones de frontera tendrían la forma:

{\displaystyle u(x,y)|_{\{x^{2}+y^{2}=R^{2}\}}=f(x,y)}

que no permiten ser expresadas en variables separadas x e y y por tanto en estas coordenadas será imposible definir un problema de Sturm-Liouville regular para una función que involucre sólo una de las dos variables. Sin embargo, las mismas condiciones de contorno expresadas en coordenadas polares sí es separable:

{\displaystyle u(R,\theta )|_{\{\rho =R\}}={\tilde {f}}(\theta );\qquad \qquad [u(r,0)=u(r,2\pi ),\ u'_{\theta }(r,0)=u'_{\theta }(r,2\pi )]}

2. Las condiciones de frontera para aplicar la separación de variables deben ser homogéneas. Cuando no lo son en el problema de partida puede hacerse un cambio de función, que de lugar a un problema equivalente pero con condiciones de frontera homogéneas.

### Laplaciano en coordenadas cilíndricas
La separación de variables para la coordenada radial lleva un problema de Sturm-Liouville cuyas soluciones vienen dadas en términos de las funciones de Bessel.

### Laplaciano en coordenadas esféricas
La separación de variables para las coordenadas angulares lleva un problema de Sturm-Liouville cuyas soluciones vienen dadas en términos de los armónicos esféricos. Mientras que la función separada que depende de la coordenada radial es solución de una ecuación diferencial de Euler-Cauchy que es fácilmente integrable porque puede ser reducida a una ecuación lineal de coeficientes constantes.

### Problemas no homogéneos
Algunas ecuaciones lineales en derivadas parciales no homogéneas del tipo:

{\displaystyle {\mathcal {L}}[u]=g}

pueden ser resultas mediante separación de variables si la solución al problema se escribe mediante el principio de superposición como suma de dos funciones diferentes, cada una de las cuales es solución de un problema que puede ser resuelto por separación de variables:

{\displaystyle u=u_{h}+u_{g};\qquad {\mathcal {L}}[u_{h}]=0,\ {\mathcal {L}}[u_{g}]=g}

Donde las condiciones iniciales para {\displaystyle \scriptstyle u_{h}} son indénticas a las del problema original, mientras que las condiciones para {\displaystyle \scriptstyle u_{g}} se toman como homogéneas. El procedimiento es similar al usado para convertir un problema de Dirichlet a un problema de Poisson y viceversa.

## Ecuaciones diferenciales ordinarias
Para que una ecuación admita ser resuelta mediante separación de variables debe cumplir algunos requisitos especiales de forma, por ejemplo una ecuación de la forma:

(*){\displaystyle F(x,y){\frac {dy}{dx}}+G(x,y)=0}

Admite separación de variables si las funciones {\displaystyle \scriptstyle F(\cdot ),G(\cdot )} son productos de funciones que sólo contienen a una de las dos variables, es decir son de la forma:

{\displaystyle F(x,y)=f_{1}(x)g_{1}(y),\quad G(x,y)=f_{2}(x)g_{2}(y)}

En ese caso la solución general de la ecuación (*) es de la forma:

{\displaystyle \int {\frac {g_{1}(y)}{g_{2}(y)}}dy+\int {\frac {f_{2}(x)}{f_{1}(x)}}dx=0}

## Software
Xcas: split((x+1)*(y-2),[x,y]) = [x+1,y-2]